# 베이징 지하철 5호선
베이징 지하철 5호선(중국어: 北京地铁5号线)은 중화인민공화국 베이징시를 남북으로 횡단하는 지하철 노선망이다. 2007년 10월 7일 개통되어 남북 노선이 없었던 베이징 시의 교통을 더욱 편리하게 연결하고 있다. 전체 23개역으로 지하 16개역과 지상 7개역을 가지고 있으며, 천단이나 지단과 같은 유명한 관광지를 연결하고 있다.

## 개요

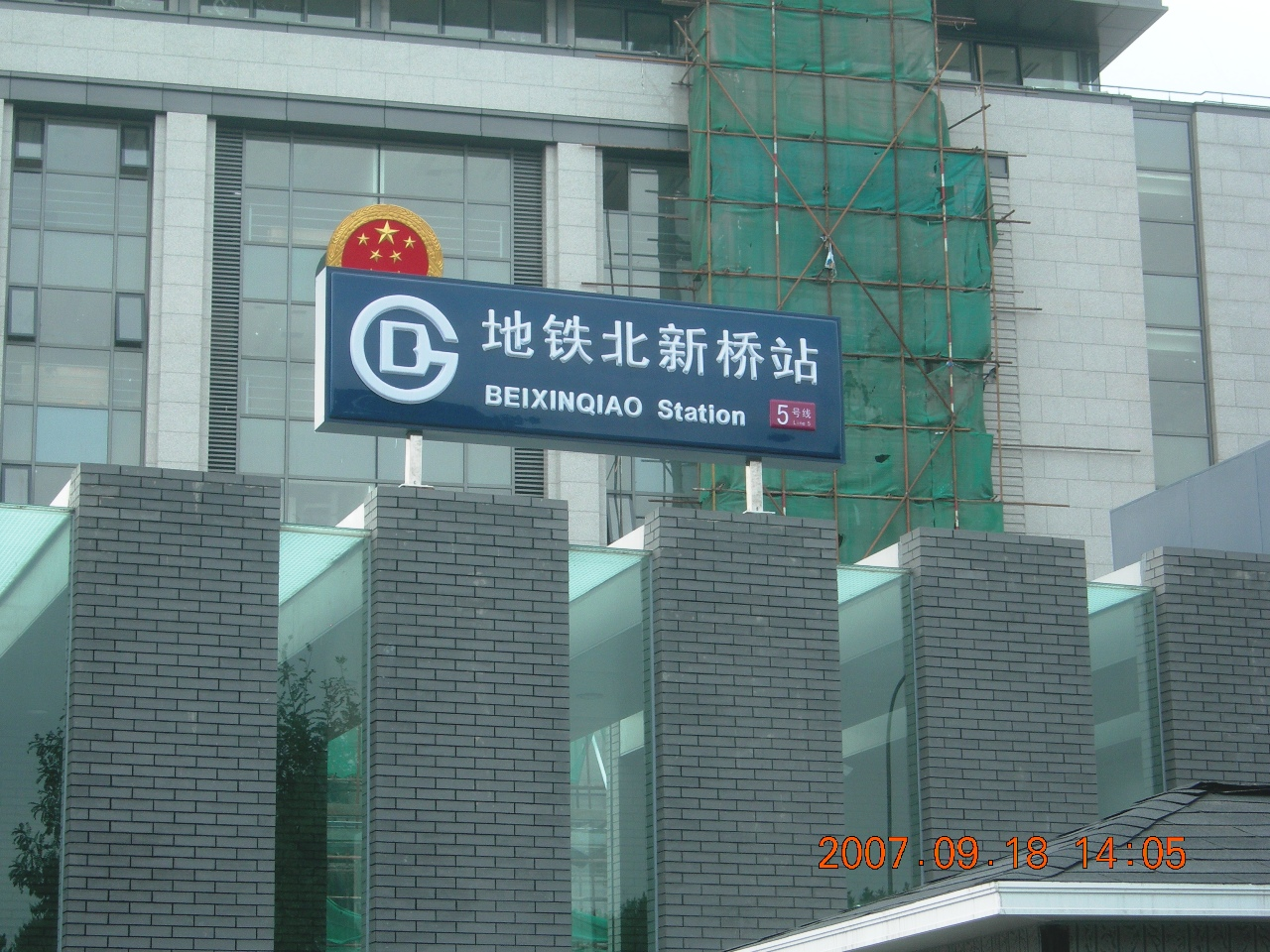
베이신차오역의역명판

5호선은 2008년 〈베이징 올림픽〉에 맞추어 새롭게 정비된 노선 중에서 최초로 개통한 노선으로, 베이징의 시가지를 남북으로 관통하는 노선이다. 2007년 10월 7일에 개통되었다.역 번호는 공개하지 않고 있다. 노선 상에는 올림픽 메인 스타디움이나 관련 시설 등이 있고, 베이징 시가지를 남북으로 달리는 지하철이 없었기 때문에 좌우를 운행하는 1호선과 더불어 베이징 교통의 대동맥이 될 것을 기대하고 있다.

## 역 목록
| 역이름               | 중문명         | 영문명                 | 시간 | 환승역             | 역간 거리 | 누적 거리 | 소재지      | 소재지   |
| -------------------- | -------------- | ---------------------- | ---- | ------------------ | --------- | --------- | ----------- | -------- |
| 톈퉁위안베이역       | 天通苑北站     | Tiantongyuan North     | 0:00 |                    | 0.000     | 0.000     | 베 이 징 시 | 창핑구   |
| 톈퉁위안역           | 天通苑站       | Tiantongyuan           | 0:02 | ■ 13호선           | 0.939     | 0.939     | 베 이 징 시 | 창핑구   |
| 톈퉁위안난역         | 天通苑南站     | Tiantongyuan South     | 0:04 |                    | 0.965     | 1.904     | 베 이 징 시 | 창핑구   |
| 리수이차오역         | 立水桥站       | Lishuiqiao             | 0:06 | ■ 13호선           | 1.544     | 3.448     | 베 이 징 시 | 차오양구 |
| 리수이차오난역       | 立水桥南站     | Lishuiqiao South       | 0:09 |                    | 1.305     | 4.753     | 베 이 징 시 | 차오양구 |
| 베이위안루베이역     | 北苑路北站     | Beiyuanlu North        | 0:11 |                    | 1.286     | 6.039     | 베 이 징 시 | 차오양구 |
| 다툰루둥역           | 大屯路东站     | Datunlu East           | 0:15 | ■ 15호선           | 3.000     | 9.039     | 베 이 징 시 | 차오양구 |
| 후이신시제베이커우역 | 惠新西街北口站 | Huixinxijie Beikou     | 0:17 |                    | 1.838     | 10.877    | 베 이 징 시 | 차오양구 |
| 후이신시제난커우역   | 惠新西街南口站 | Huixinxijie Nankou     | 0:19 | ■ 10호선           | 1.122     | 11.999    | 베 이 징 시 | 차오양구 |
| 허핑시차오역         | 和平西桥站     | Hepingxiqiao           | 0:21 |                    | 1.025     | 13.024    | 베 이 징 시 | 차오양구 |
| 허핑리베이제역       | 和平里北街站   | Hepingli Beijie        | 0:23 |                    | 1.059     | 14.083    | 베 이 징 시 | 둥청구   |
| 융허궁역             | 雍和宫站       | Yonghegong Lama Temple | 0:26 | ■ 2호선            | 1.151     | 15.234    | 베 이 징 시 | 둥청구   |
| 베이신차오역         | 北新桥站       | Beixinqiao             | 0:28 |                    | 0.866     | 16.100    | 베 이 징 시 | 둥청구   |
| 장쯔중루역           | 张自忠路站     | Zhangzizhonglu         | 0:30 |                    | 0.791     | 16.891    | 베 이 징 시 | 둥청구   |
| 둥쓰역               | 东四站         | Dongsi                 | 0:32 | ■ 6호선            | 1.016     | 17.907    | 베 이 징 시 | 둥청구   |
| 덩스커우역           | 灯市口站       | Dengshikou             | 0:34 |                    | 0.848     | 18.755    | 베 이 징 시 | 둥청구   |
| 둥단역               | 东单站         | Dongdan                | 0:36 | ■ 1호선            | 0.945     | 19.700    | 베 이 징 시 | 둥청구   |
| 충원먼역             | 崇文门站       | Chongwenmen            | 0:38 | ■ 2호선            | 0.821     | 20.521    | 베 이 징 시 | 둥청구   |
| 츠치커우역           | 磁器口站       | Ciqikou                | 0:40 | ■ 7호선            | 0.876     | 21.397    | 베 이 징 시 | 둥청구   |
| 톈탄둥먼역           | 天坛东门站     | Tiantandongmen         | 0:42 |                    | 1.183     | 22.580    | 베 이 징 시 | 둥청구   |
| 푸황위역             | 蒲黄榆站       | Puhuangyu              | 0:44 | ■ 14호선           | 1.900     | 24.480    | 베 이 징 시 | 펑타이구 |
| 류자야오역           | 刘家窑站       | Liujiayao              | 0:46 |                    | 0.905     | 25.385    | 베 이 징 시 | 펑타이구 |
| 쑹자좡역             | 宋家庄站       | Songjiazhuang          | 0:48 | ■ 10호선 ■ 이좡 선 | 1.670     | 27.055    | 베 이 징 시 | 펑타이구 |

## 특징
- 노선 길이(영업구간) : 27.6 km
- 표준궤선간격 : 1,435mm
- 역수 : 23개역
- 복선구간 : 전 노선
- 전기구간 : 전 노선(직류 750V 제3궤조방식)
- 주행방향 : 우측통행
- 역번호 : 미공개

## 연혁
- 2007년 10월 7일 - 톈퉁위안 북역～쑹자좡역 구간 개통

## 차량
Tc - M - T - M - M - Tc, 3 M3T의 6량을 편성하고 있다.
- DKZ13형

## 같이 보기
- 베이징 지하철
- 베이징시